# Il solito lido
Il solito lido è un singolo dei cantanti italiani Francesco Renga e Nek, pubblicato il 9 giugno 2023 come secondo estratto dall'album in studio RengaNek.

## Descrizione
Il brano è stato scritto da Francesco Renga, Davide Sartore e Diego Ceccon e musicato da Nek, che ha ricoperto anche il ruolo di produttore insieme a Enrico Brun e Marco Paganelli. Secondo i due artisti, il testo affronta «la disillusione e il disincanto di una generazione, la nostra, e lo fa con l'ironia di chi sa che la vita va sempre vissuta alla ricerca della felicità, affrontata col sorriso e con il cinismo garbato di chi ha gli strumenti per poterlo fare».

## Video musicale
Il video, presentato il 16 giugno 2023, è stato diretto da Luca Mark e girato a Bereguardo, tra le rive del Ticino e il bar Baracca.

## Tracce
Testi di Francesco Renga, Davide Sartore e Diego Ceccon, musiche di Nek.
1. Il solito lido – 3:17